# مبدأ كوبرنيكوس

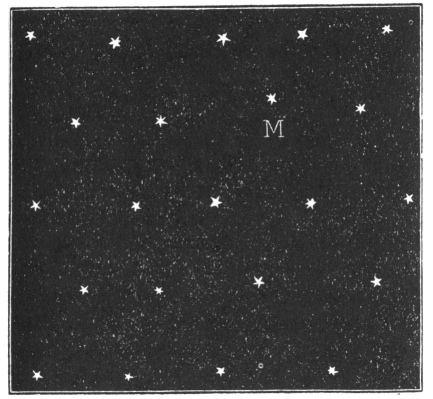

في علم الكون الفيزيائي، مبدأ كوبرنيكوس (بالإنجليزية: Copernican principle)‏ نسبة إلى صاحبه نيكولاس كوبرنيكوس ، هو المبدأ القائل بأن الأرض ليست هي مركز الكون، وليس لها موقع ذو أفضلية في الفضاء الكوني. و حديثًا، عُمِّم المبدأ وفق مفهوم نظرية النسبية ليشمل أن البشر ليسوا أيضًا في موضع متميز في الكون. مما يعني أن هذا المبدأ يكافئ مبدأ العادية، الذي كانت له انعكاسات هامة وعديدة في مجال فلسفة العلوم.